# گیل مانکوزو
گیل مانکوزو (انگلیسی: Gail Mancuso; ۱۴ ژوئیهٔ ۱۹۵۸ – ) کارگردان تلویزیونی، تهیه‌کننده تلویزیونی، و کارگردان فیلم اهل ایالات متحده آمریکا بود. وی از سال ۱۹۸۴ میلادی تاکنون مشغول فعالیت بوده‌است.
وی همچنین برندهٔ جوایزی همچون جوایز امی ساعات پربیننده و جایزه امی ساعات پربیننده برای بهترین کارگردانی مجموعه تلویزیونی کمدی شده‌است.